# Плосколистка блискуча
Плосколистка блискуча (Homalia trichomanoides) — вид мохів порядку гіпнобрієвих (Hypnales).

## Поширення
Ареал охоплює такі частини світу: Європа, Північна Америка, Азія.
Мох в основному поселяється на корі листяних дерев, а також на ґрунті, скелях, каменях і стінах. Росте в переважно тінистих, свіжих або вологих, принаймні вологих місцях у листяних лісах.

## Галерея

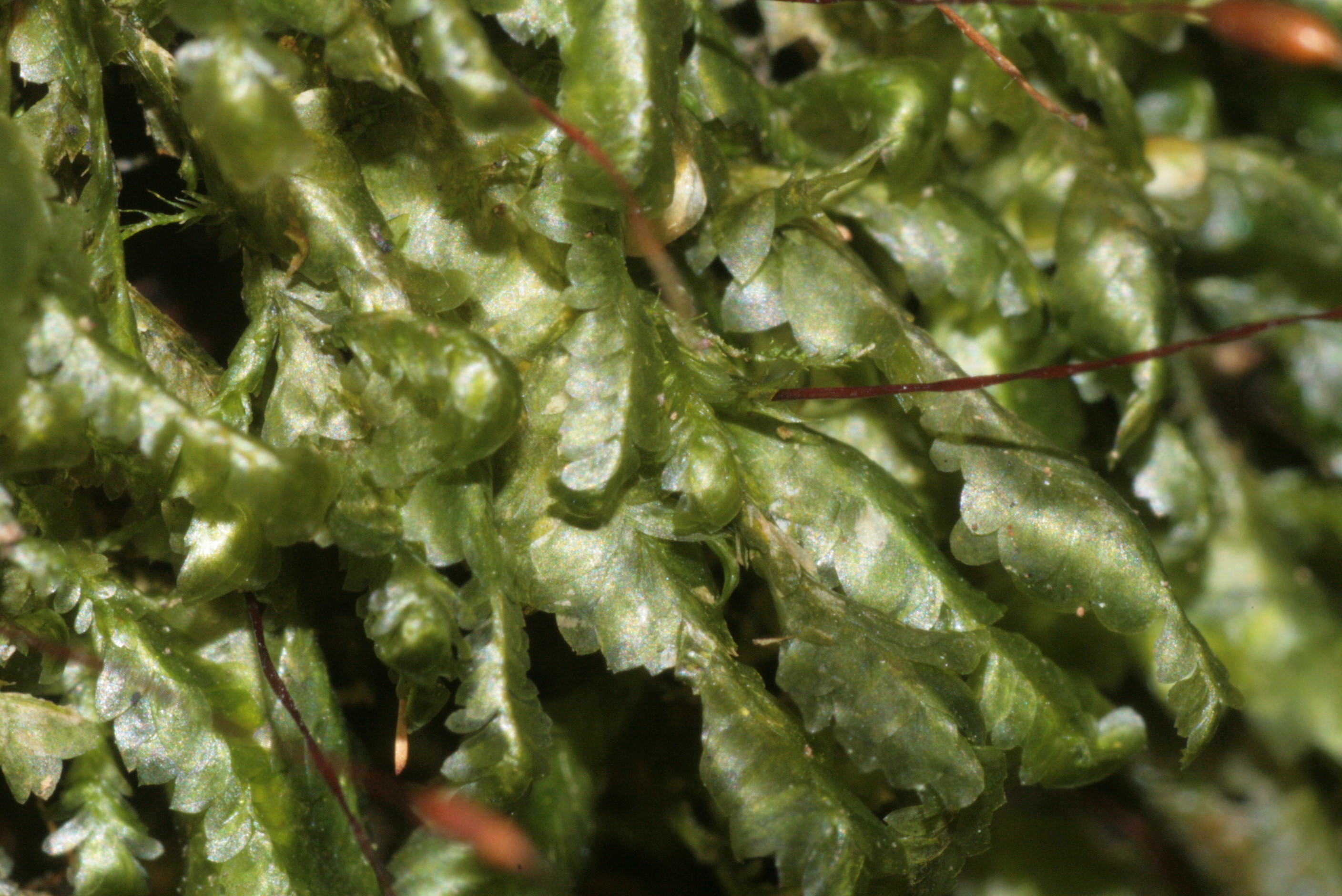
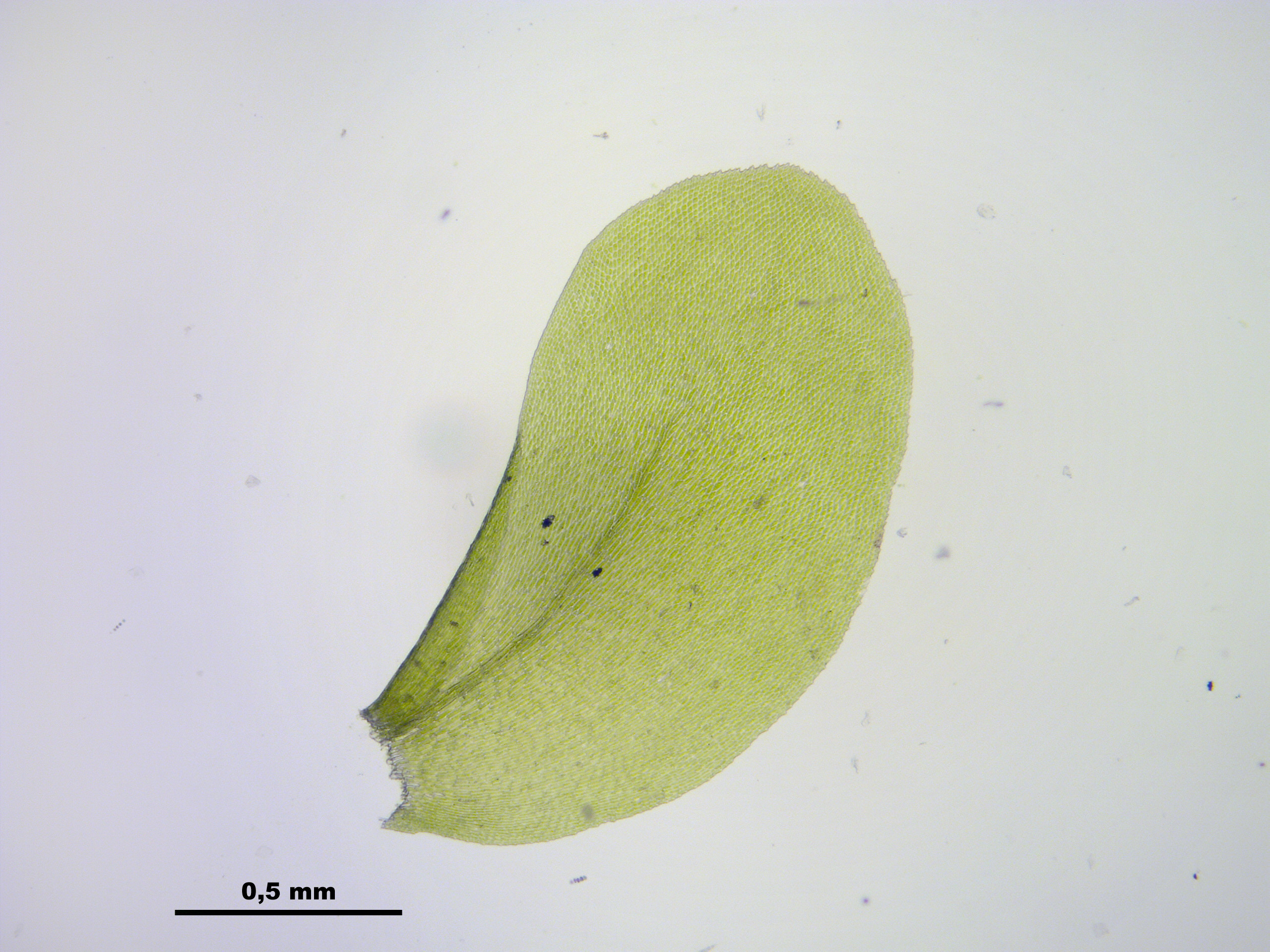
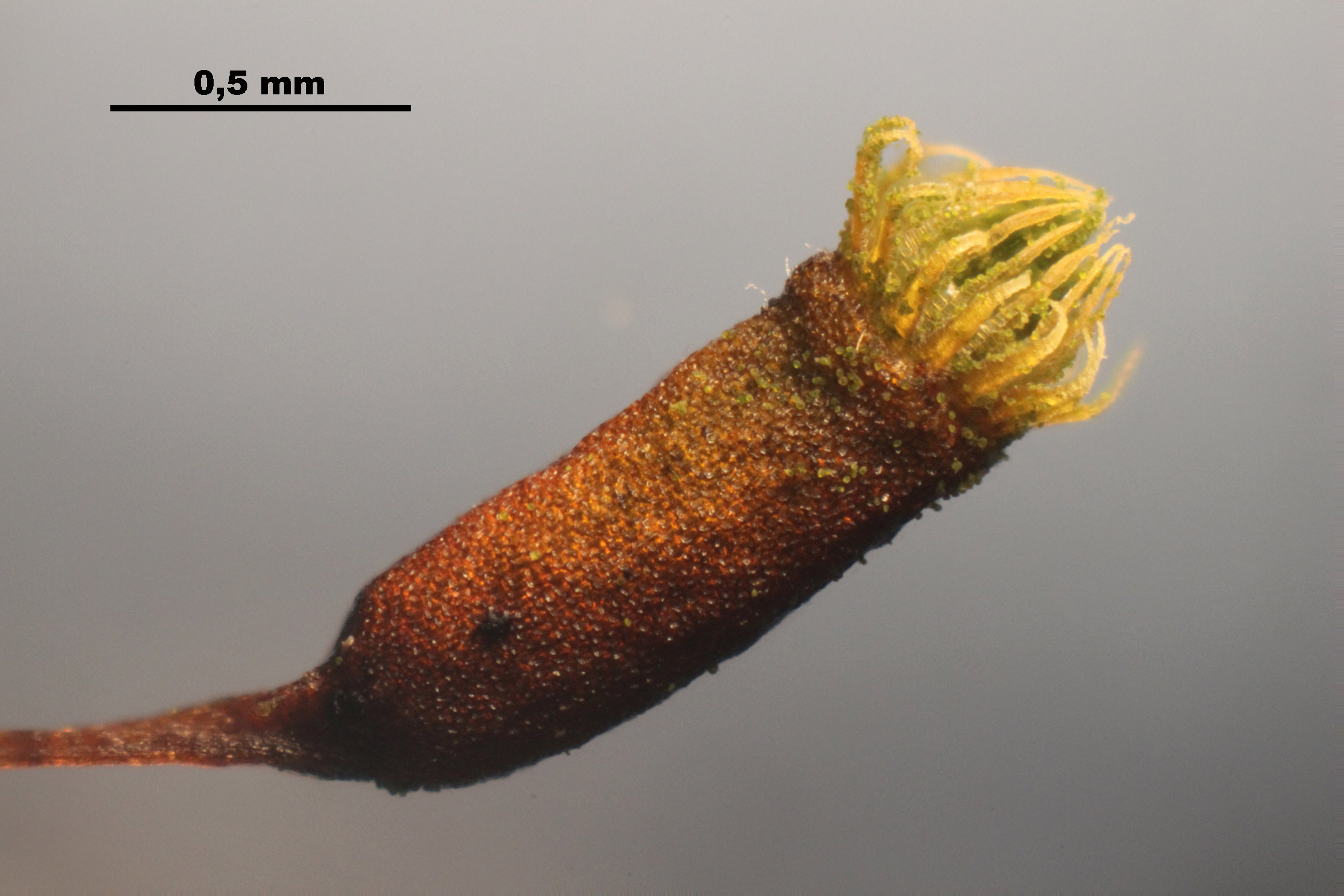
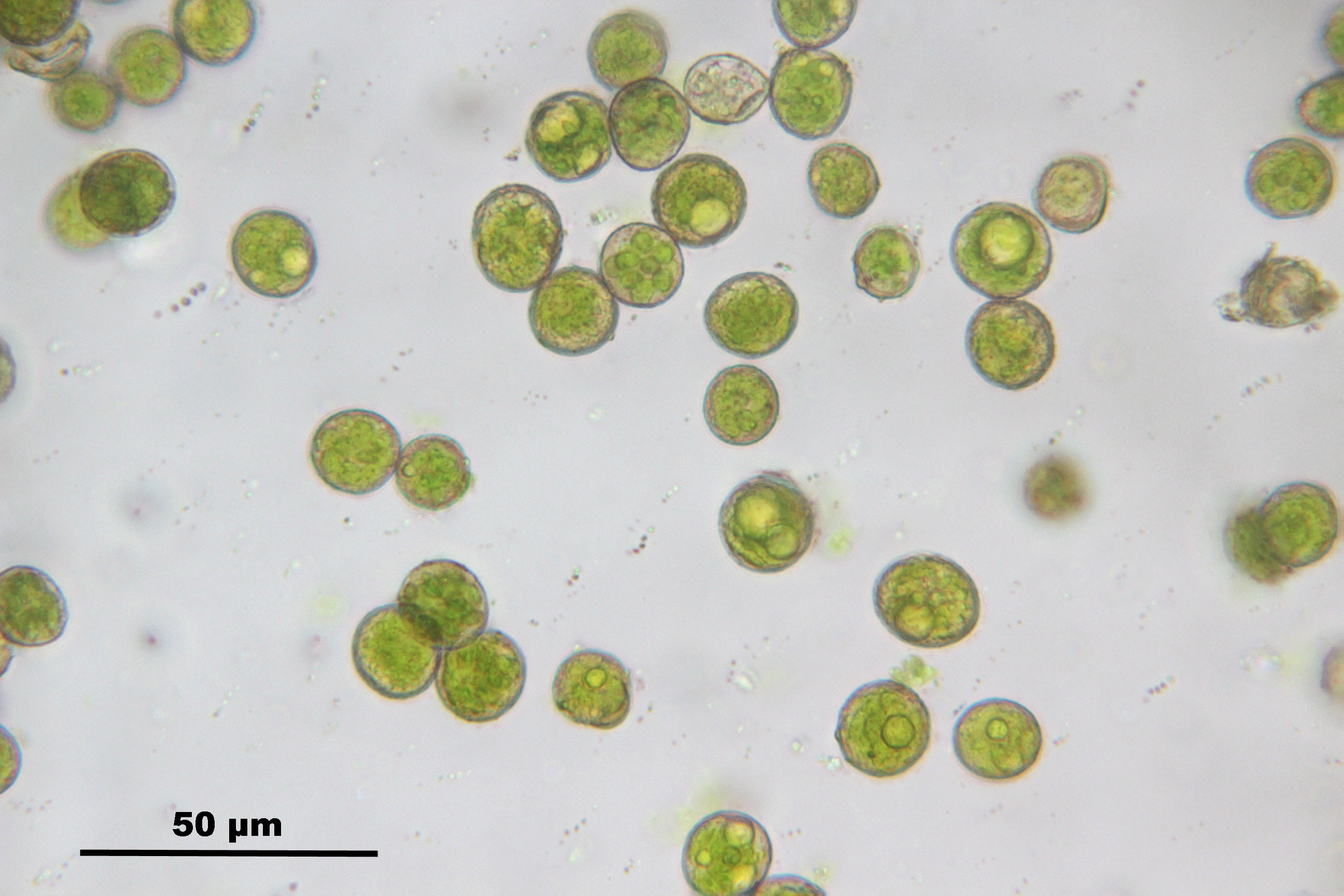

## Характеристика
Цей мох утворює темно-зелені блискучі галявини. Первинні стебла дещо столоніферні, присутні джгутикові гілки чи верхівки. Первинні стеблові листки притиснуті, видовжено-яйцеподібні, явно асиметричні, 0.5–2 мм завдовжки; краї загнуті з одного боку біля основи листа, в іншому випадку плоскі; кінчик листа коротко загострений або закруглений і має короткий кінчик. Другорядне стебло та листки гілок 1–2(3) мм. Коробочкові ніжки від жовтого до жовтувато-коричневого. Коробочка пряма чи злегка нахилена, симетрична, від еліпсоїдної до майже циліндричної, коричнева. Спори дрібнопапілозні та мають розмір від 10 до 18 мкм. Мох однодомний. Вид плодоносить досить часто, спори дозрівають восени і взимку.